# Baćkowice (gromada)
Baćkowice – dawna gromada, czyli najmniejsza jednostka podziału terytorialnego Polskiej Rzeczypospolitej Ludowej w latach 1954–1972.
Gromady, z gromadzkimi radami narodowymi (GRN) jako organami władzy najniższego stopnia na wsi, funkcjonowały od reformy reorganizującej administrację wiejską przeprowadzonej jesienią 1954 do momentu ich zniesienia z dniem 1 stycznia 1973, tym samym wypierając organizację gminną w latach 1954–1972.
Gromadę Baćkowice z siedzibą GRN w Baćkowicach utworzono – jako jedną z 8759 gromad na obszarze Polski – w powiecie opatowskim w woj. kieleckim, na mocy uchwały nr 13f/54 WRN w Kielcach z dnia 29 września 1954. W skład jednostki weszły obszary dotychczasowych gromad Baćkowice, Baranówek i Olszownica ze zniesionej gminy Baćkowice oraz Żerniki ze zniesionej gminy Modliborzyce w tymże powiecie. Dla gromady ustalono 17 członków gromadzkiej rady narodowej.
1 stycznia 1959 do gromady Baćkowice przyłączono obszar zniesionej gromady Nieskurzów.
31 grudnia 1959 do gromady Baćkowice przyłączono wieś Jańczyce i kolonię Jańczyce ze zniesionej gromady Stobiec.
Gromada przetrwała do końca 1972 roku, czyli do kolejnej reformy gminnej. 1 stycznia 1973 reaktywowano gminę Baćkowice.